# Полиха
По́лиха — река в Московской области России, правый приток Поли.
Берёт начало в 5 километрах южнее деревни Большое Гридино, впадает в Полю в 70 километрах от её устья, в 5 километрах южнее Шатуры. В верховье протекает по окраине массива полей, окружающих деревни Бормусово и Алексино-Шатур, где спрямлена каналом, а поля изрезаны многочисленными осушительными канавами. К северу от автодороги Егорьевск — Осаново река уходит в глухие, слегка заболоченные, не испытавшие антропогенной нагрузки боры. Длина реки составляет 11 километров (по другим данным — 13 километров), площадь водосборного бассейна — 79 км².
По данным Государственного водного реестра России, относится к Окскому бассейновому округу. Речной бассейн — Ока, речной подбассейн — бассейны притоков Оки от Мокши до впадения в Волгу, водохозяйственный участок — Клязьма от города Орехово-Зуево до города Владимира.